# Literna unifasciata
Literna unifasciata är en insektsart som beskrevs av Jacobi 1921. Literna unifasciata ingår i släktet Literna och familjen spottstritar. Inga underarter finns listade i Catalogue of Life.